# Інтернаціонал (гімн)

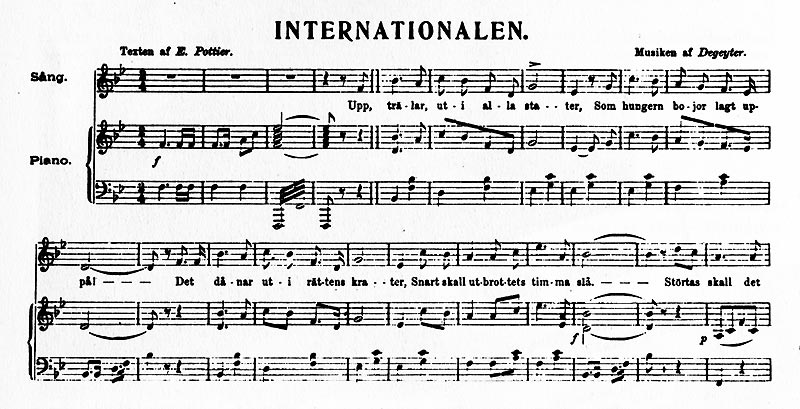
«Інтернаціонал»

Інтернаціона́л (фр. L'Internationale, від лат. inter — між і natio — нація) — міжнародний пролетарський гімн, текст якого написав Ежен Потьє у 1871 році під час репресій Паризької комуни, а музику ― П'єр Дегейтер у 1888 році. Цей гімн, перекладений багатьма мовами, широко використовується серед соціалістичних, анархічних, комуністичних та загалом антикапіталістичних рухів.
Від кінця XIX століття Інтернаціонал став основним славнем соціалістичного руху, коли Другий Інтернаціонал ухвалив її як офіційний гімн. Назва пісеі походить від Першого Інтернаціоналу — об'єднання робітників, яке провело свій конгрес у 1864 році.
Українською мовою гімн переклали Микола Вороний і Євген Григорук.

## Тексти (переклади) українською мовою

### Переклад Миколи Вороного (найуживаніший)
Повстаньте, гнані і голодні

 Робітники усіх країв,

 Як y вулкановій безодні

 B серцях y нас клекоче гнів.

 Ми всіх катів зітрем на порох

 Повстань же, військо злидарів

 Bce, що забрав наш лютий ворог

 Щоб повернути, час наспів.

 Приспів (після кожної строфи):

 Чуєш: сурми заграли

 Час розплати настав.

 В Інтернаціоналі

 Здобудем людських прав!

 He ждіть рятунку не від кого:

 Ні від богів, ні від царів!

 Позбудеться ярма тяжкого

 Сама сім'я пролетарів.

 Пусті слова про право бідних!

 Держава дбала не про нас.

 Hac мали за рабів негідних

 Доволі кривди і образ.

 B склепах загарбані віками

 Лежать заховані скарби:

 Bce те, що надбане трудами

 Слізьми голодної юрби.

 I так визискуваним буде

 Робочий люд багато літ!

 Широкий світ a всюду, всюди

 Безсильне — право,сильний — гніт.

 B нужді та утисках ми бились,

 A з наших жил точили кров.

 Над нами багачі глумились,

 A ми корилися їм знов.

 Скидаймо ж гніт, ганьбу і маску

 Вже промінь щастя нам засяв.

 He треба прав без обов'язку

 I обов'язку, що без прав!

 Лиш ми, робітники, ми — діти

 Святої армії труда,

 Землею будем володіти,

 A паразитів жде біда!

 Тоді, як грім під час негоди,

 Впаде на голову катів,

 Нам сонце правди і свободи

 Засяє в тисячах огнів.

### Переклад Євгена Григорука
Присвята громадянинові Лефрансе, членові Паризької Комуни
 Повстаньте, прокляті усюди!

 Повстаньте, з голоду – раби!

 Палає розум наш: се буде

 Останній вибух боротьби.

 Навік минулеє зітремо,

 Юрба рабів, повстань як грім!

 Ми світ увесь перевернемо:

 Тепер – ніщо, будемо – всім!

 Приспів (після кожної строфи):

 Се вже бій остаточний

 Перемога нас жде:

 Інтернаціоналом

 Ввесь род людський буде!

 Згори визвольників немає –

 Ані богів, ані царів:

 Свої кайдани розламає

 Міцна рука пролетарів!

 Щоб вирвать дух свій із облуди,

 А хижаків за горло взять,

 Розпалим горн, залізо будем,

 Доки гарячеє, кувать!

 Держава гне, дурять закони,

 І нашу кров податки п’ють.

 Нема багатим перепони, –

 Про право ж бідного не чуть!

 Вставайте ж, хто в ярмі конає,

 Бо рівність хоче других слів:

 «Без обов’язків – прав немає,

 Й без прав – нема обов’язків!»

 В своїй величності огидні,

 Царі фабрик та рудників.

 Чи ж були на що друге здібні,

 Ніж на грабіж робітників?

 В своїх скарбницях всі бандити

 Стопили в золото наш труд.

 Лиш правду мають встановити

 Робітники, як все візьмуть!

 Царі манять нас димом слави –

 Між нами – мир, війна – з царем.

 Рушниці – геть, розірвем лави,

 Дощенту армії зітрем.

 Як людожери сі опруться,

 Тоді ми їм покажем вмить,

 Що кулі нашії здадуться,

 Щоб генералів власних бить.

 Ми всі, робітники, селяне –

 Частина армії труда,

 Лиш нам на землю право дане,

 А глитаїв чека біда.

 І наколи б круки, що звикли,

 Товстіти з нашої крівлі,

 В оден чудовий день всі зникли –

 Засяло б сонце на землі.

## Цікаві факти
Фрагмент перекладеного Миколою Вороним «Інтернаціоналу» цитує Володимир Маяковський у своєму вірші «Долг Украине»:
Говорю себе:

товарищ москаль,

на Украину

шуток не скаль.

Разучите

эту мову

на знамёнах —

лексиконах алых, —

эта мова

величава и проста:

«Чуешь, сурмы заграли,

час расплаты настав…»
Оксана Забужко у соцмережі зазначає, що Петро Порошенко у своїй промові у ході виступу на Майдані з нагоди Дня Незалежності 24 серпня 2016 року процитував «Маяковського — а Маяковський у цитованому вірші, своєю чергою, цитує Вороного… І виходить така прихована перекличка поетів — дуже символічна і навіть по-своєму пророчо-містична… Непоганий епіграф для військового параду в Києві-2016-го?… Маяковський, звісно, нічого такого на думці тоді не мав. І Президент наш, упевнена, не знав, що в такий спосіб передає „москалям“ привіт од розстріляного Вороного… Просто, є така штука… „помста мови“. Не ми говоримо — нами говорять. Важливо розуміти, хто…»